# Идаризий
Идаризий (Идар, Идарий) — князь антов, представитель знати Антского союза. Упоминается в 560—580-х годах, отец Мезамира и Келагаста.
Идаризий являлся членом одного из знатных родов, предположительно, князь (вождь) антского союза племён. Упомянут в контексте борьбы славян с кочевым племенем аваров во второй половине VI века. По сообщению Менандра Протектора, анты, оказавшись в затруднительном положении, в 561 году вынуждены были отправить к аварам послов во главе с сыном Идаризия — Мезамиром с просьбой о выкупе пленников. В ставке аварского кагана Мезамир был убит.